# Harangszó (székely hetilap)
Harangszó a téli hónapokban megjelent népszerű székely hetilap.
Szabolcska Mihály Téli Újság című néplapjának mintájára 1922. december 1-jén indította meg Nagy Lajos Agyagfalván. Később Derzsi Endre, 1928-tól a lap betiltásáig, 1938. március 20-ig Márk Mihály (1880–1965) református lelkész szerkesztette. Székelyudvarhelyen nyomták, s XI. évfolyamában a tízezres példányszámot is elérte. Munkatársai közt szerepelt Bokor Sándor, Csekme Ferenc, Csűrös Emília, Hegyi Mózes, Maksay Albert, Mózes András, Nikodémusz Károly, Rozsondai Ádám, Sinka József, Szombati-Szabó István, Szebeni István, Ütő Lajos, Varga Árpád.